# Patagornis marshi
Patagornis marshi — вид вимерлих птахів родини фороракосових (Phorusrhacidae). Мешкав на території сучасної Аргентини 17,5-11,6 млн років тому. Рештки птаха знайдені у відкладеннях формації Санта-Крус в Патагонії.

## Опис
Хижий нелітаючий птах заввишки до 1,7 м.